# Ermeniler Tarafından Katledilen Şehit Türkler Anıt ve Müzesi
Das Ermeniler Tarafından Katledilen Şehit Türkler Anıt ve Müzesi (deutsch „Denkmal und Museum der von den Armeniern massakrierten türkischen Märtyrer“) ist ein Denkmal und Museum in Iğdır, das von Armeniern getöteten türkischen „Märtyrern“ gewidmet ist. Der offizielle name ist Iğdır Soykırım Anıt ve Müzesi („Gedenkstätte und das Museum für den Völkermord in Iğdır“). Der Begriff Völkermord bezieht sich nicht auf den Völkermord an den Armeniern, sondern auf einen angeblichen Völkermord, den die armenische Minderheit des Osmanischen Reiches an den Türken begangen hätte.
Das Denkmal und das dazugehörige Museum befindet sich in der Stadt Iğdır. Mit dem Bau wurde am 1. August 1997 begonnen. Es wurde am 5. Oktober 1999 vollendet. Jeden Monat besuchen 4.000 Personen das Museum.
Der türkische Bildhauer Mehmet Aksoy, der als Antwort auf das Ermeniler Tarafından Katledilen Şehit Türkler Anıt ve Müzesi das Denkmal der Menschlichkeit in Kars errichtete, nannte das Denkmal einen Nationalistenschrein.

## Architektur und Museum
Das Denkmal ist etwa 43,5 Meter hoch und bildet das höchste Denkmal der Türkei. Zusammen mit dem Museum nimmt es eine Fläche von 14.000 m² ein. Das Eingangstor zum dazugehörigen Museum wurde im seldschukischen Stil errichtet. Auf dem Denkmal sind etwa fünf Schwerter, was an die Türben aus der Seldschukenzeit erinnern soll.

Im Museum wird der Völkermord an den Armeniern geleugnet. Stattdessen wird den Armeniern ein Völkermord an Türken vorgeworfen. Weiterhin sind auch Fotos der von Asala (1973–1985) und ESAK ermordeten türkischen Diplomaten zu sehen. Caglar Yildirim, der Kustos des Museums, erklärte: 

„Nicht wir haben einen Völkermord begangen, sondern die Armenier. Eriwan muss seine Beschuldigungen zurückziehen, und Europa hält sich aus dieser Debatte besser heraus. Sonst wird es niemals Frieden geben.“

## Galerie

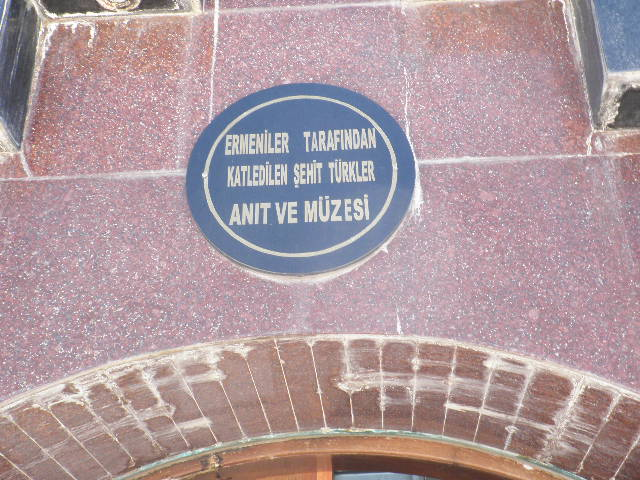
Eingang zum Erinnerungs-Museum
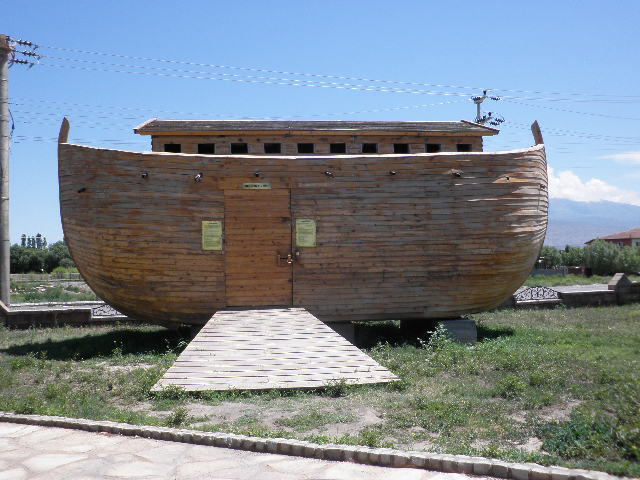
Arche Noah neben dem Denkmal-Museum. Beachten Sie, dass sie irgendwann zwischen 2015 und 2022 entfernt wurde.
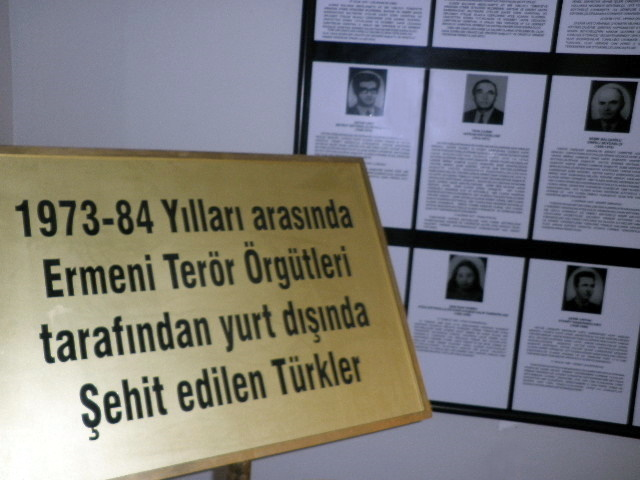
Ein Teil des Museums, der türkischen Diplomaten gewidmet ist, die von armenischen militanten Organisationen ermordet wurden
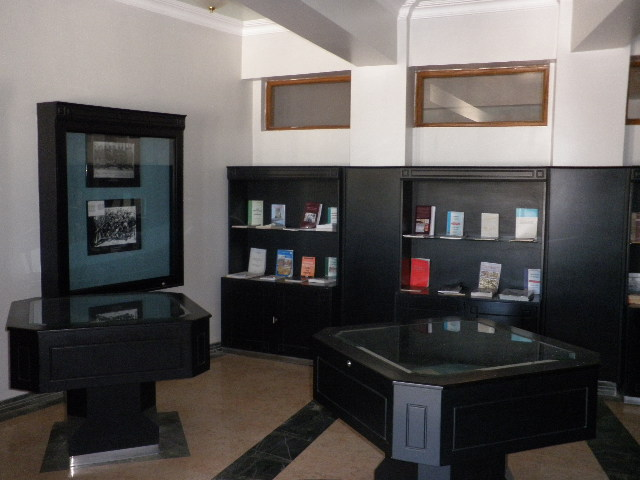
Exponate einiger Bücher
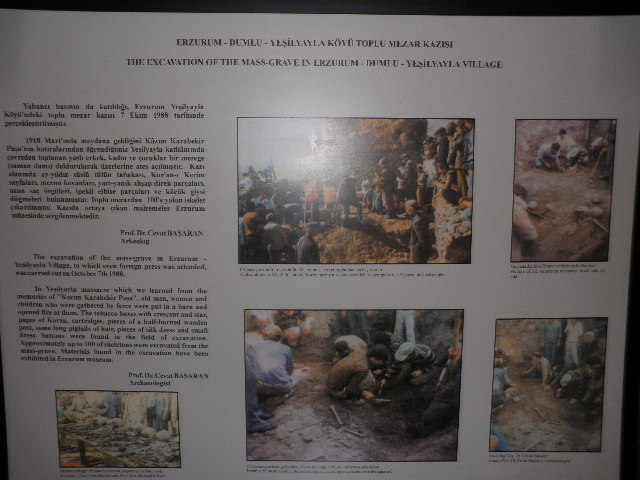
Eine Ausgrabung einer Massengrabstätte in der Stadt Erzurum
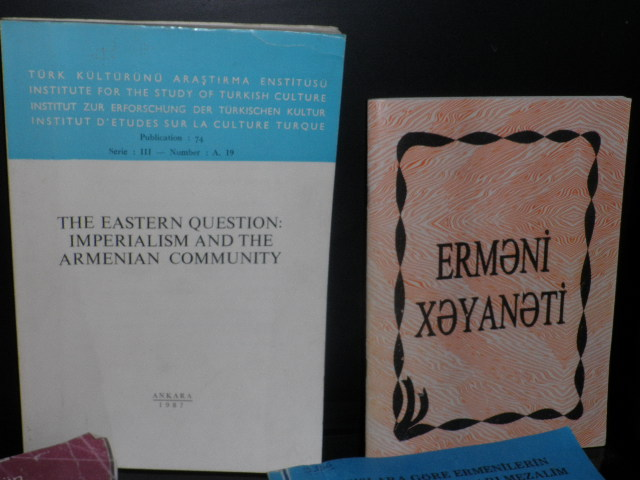
Einige Bücher sind im Museum ausgestellt.
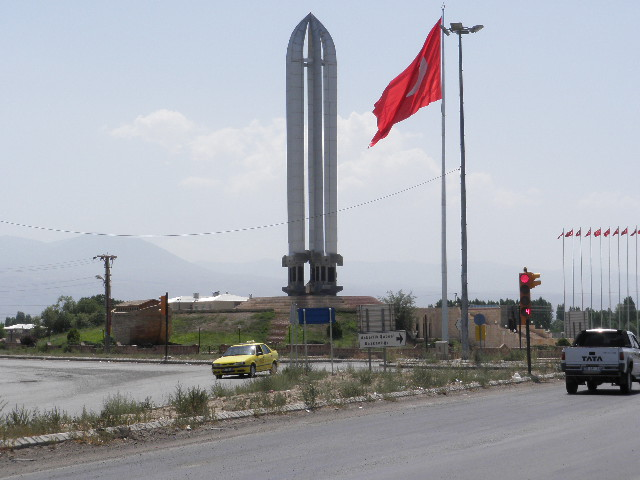
Das schwertförmige Denkmal